# Hag (folklore)
Pour les articles homonymes, voir hag.
Une hag est une créature imaginaire issue du folklore anglo-saxon et apparentée aux fées, ayant des pouvoirs surnaturels et pratiquant la sorcellerie. Elle a l'apparence d'une femme laide et très vieille, malveillante et dangereuse. Cette image sera plus tard associée, aux travers des contes et récits de fictions, à l'ensemble des sorcières.
On la retrouve le folklore de nombreuses cultures et dans les contes pour enfants.

## Étymologie
Le terme « hag » provient du moyen anglais. Il est en effet l'abréviation de « haegtesse » qui signifiait sorcière en vieil anglais. Le terme est proche du moyen allemand « Haghetisse » et du haut-germanique « Hagzusa ». Ces derniers sont probablement issus du proto-germanique « hagatusjon » dont la première partie du mot signifierait « haie », faisant référence à la frontière entre le monde civilisé du village et le monde sauvage au-delà,. 
Il a donné « heks » en néerlandais et « Hexe »" en allemand, tous deux traduits par « sorcière » en français. 
« Haga » désigne aussi l'aubépine, un arbre réputé pour ses propriétés magiques (repousser les vampires par exemple). D'ailleurs, l'aubépine attire les hags. 
Le terme « hag » est aussi utilisé en anglais, de façon péjorative, pour désigner une vieille femme très laide.

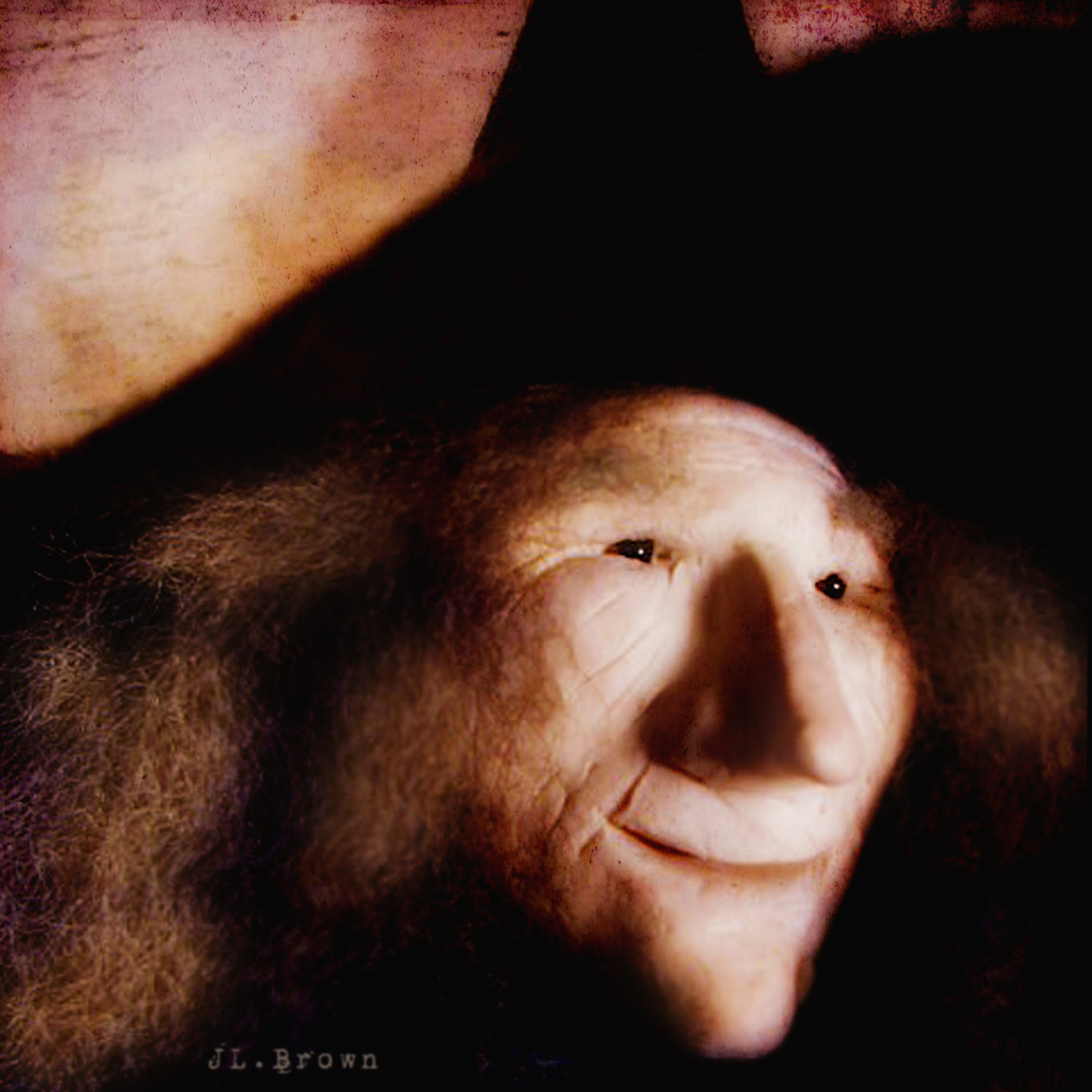
Peinture représentant une hag.

## Caractéristiques
Cette créature est dépeinte sous les traits d'une vieille femme laide. Ces sorcières sont cannibales, se nourrissant surtout d'enfants perdus. Si d'aventure, des preux chevaliers se frottaient à elles, ils devaient jouer de prudence, leur voler un baiser (ou passer toute une nuit avec elles) pour avoir la chance, au petit matin, de trouver une belle jeune femme à leurs côtés. L'épreuve était terrible dans le sens où le chevalier devait surmonter son dégoût extrême, provoqué par l'aspect terrible de la créature. Outre leur apparence de vieilles femmes, elles ont des ongles démesurément longs et sales, et le visage parfois bleu. En outre, elles ont souvent un certain lien avec le temps, la pierre, l'hiver et le royaume des morts. On dit enfin qu'elles apprécient la compagnie des chats, surtout les noirs.

## Mentions dans le folklore anglo-saxon
Il existe de nombreuses histoires mettant en scène diverses sortes de hags. Par exemple, dans le nord de l'Angleterre, la Peg Powler qui est une hag de la River Tees (fleuve anglais). Elle possède une peau verte, de long cheveux et des dents pointues,,. Les parents souhaitant tenir éloignés leurs enfants leur contait l'histoire de ces vieilles femmes, qui les saisiraient dans leurs bras et les emporteraient au fond de l'eau pour les noyer et les dévorer.
Dans les autres lieux des îles britanniques, on la trouve sous divers noms : la Cally Berry de l'Ulster, par exemple, ou bien la Black Annis des Dane Hills dans le Leicestershire qui est connue pour ses griffes d'acier. Cette dernière partage en outre un point commun avec un esprit du temps, la Gentle Annie, qui hante un fjord écossais, le Cromarty Firth. Elles se rejoignent par le rapprochement que l'on peut faire entre elles, et la déesse Dana, divinité celte primordiale de la fertilité.
On trouve d'autres esprits liés au temps et aux hags. Notamment, la Dame de la Brume dans le Somerset et les Cailleachan d’Écosse, surtout affiliées aux tempêtes. Elles tiennent leur nom de la Cailleach Bheur, reine-sorcière, incarnation de la saison morte, la plus puissante des hags. Elle renaît à chaque veillée de Samhain et fait tomber la neige jusqu'au premier jour de mai, la fête païenne de Beltaine. Ce jour venu, elle se métamorphose en magnifique jeune fille ou bien en rocher, et ce durant toute la belle saison. 
Sous le nom de Caillagh Ny Groamagh, elle apporte l'hiver et le mauvais temps sur l'Île de Man. En Irlande enfin, elle est nommée Cailleach Bera, et apparaît comme une hag gigantesque qui soulève d'énormes pierres. Elle est l'explication de l'apparition de certaines montagnes.
Elle peut également être représentée sous les traits d'un monstre marin nommé Muilearteach, qui provoque la désolation sur les terres écossaises.[réf. nécessaire]

## Hag et cauchemars
« Old Hag Attack » est une expression anglophone, utilisée au Royaume-Uni et en Amérique du Nord, faisant référence à ces créatures, réputées pour écraser les poumons des gens durant la nuit, les paralyser durant leur sommeil et leur faire vivre un moment de terreur intense. La "Old Hag", comme la Mara, esprit scandinave provoquant des terreurs nocturnes, sont une explication folklorique des paralysies du sommeil. Dans d'autres versions, les hags s'installent sur la poitrine des dormeurs et leur insufflent des cauchemars qui, lorsqu'ils se réveillent, les laissent paralysés et incapables de bouger. Quel que soit le moyen, dans les anciennes croyances, on disait des victimes qu'elles avaient été hantées, "haggriden,.
En neurobiologie, le terme« anglais "Old Hag Attack » fait référence aux paralysies du sommeil, un état qui s'accompagne généralement d'hallucinations et de terreurs nocturnes. Ce terme provient du fait que, dans les anciennes croyances, les hags provoquaient cet état.

## Liens avec d'autres cultures
Dans le folklore perse, elles ont un équivalent, le Bakhtak, qui cause également une paralysie du sommeil en s'asseyant sur la poitrine des dormeurs. Son nom est un terme en perse moderne, une allégorie qui désigne justement ces paralysies du sommeil.
Dans le folklore slave, la Baba Yaga possède des caractéristiques des hags, tels les longs ongles, le cannibalisme, l'apparence vieille et hideuse... elle est probablement une représentation slave de ces sorcières, bien que dans certains contes, elle vient en aide aux héros, en leur donnant des conseils et en les guidant dans leur quête.
Enfin, les Moires de la mythologie grecque, peuvent parfois être dépeintes comme des hags, cela faisant sens, de par leur apparence et leur lien avec le temps.